# Mellansel
Mellansel – miejscowość (tätort) w Szwecji w gminie Örnsköldsvik w regionie Västernorrland. Około 823 mieszkańców.